# Stadtplatz (Steyr)
Der Steyrer Stadtplatz ist das Stadtzentrum von Steyr und eines der besterhaltenen Altstadtensembles im deutschsprachigen Raum. Er ist im Norden durch die Enge (Gasse) und im Süden durch die Pfarrgasse und den Grünmarkt begrenzt.

## Geschichte
Der Platz geht auf die Mitte des 13. Jahrhunderts zurück, als zwei ältere Siedlungskerne um die Stirapurc und die Stadtpfarrkirche verschmolzen. Die Linsenform ergab sich wohl aus einem ehemaligen Straßenverlauf und den Geländegegebenheiten. Er ist bis heute mittelalterlich parzelliert und die Kerne vieler Häuser sind gotisch, auch wenn spätere Umbauten und Fassadenneugestaltungen, etwa im barocken Stil, darüber hinwegtäuschen.
Franz Schubert hielt sich 1819, 1823 und 1825 in Steyr auf. Die ersten beiden Male wohnte er im Stalzerhaus (Nr. 34), das letzte Mal im Haus Nr. 16 (Schuberthaus). Daran erinnert eine 1890 angebrachte Gedenktafel.

Der Platz um 1875. Rechts vorne der 1880 abgebrochene Dominikanerbrunnen
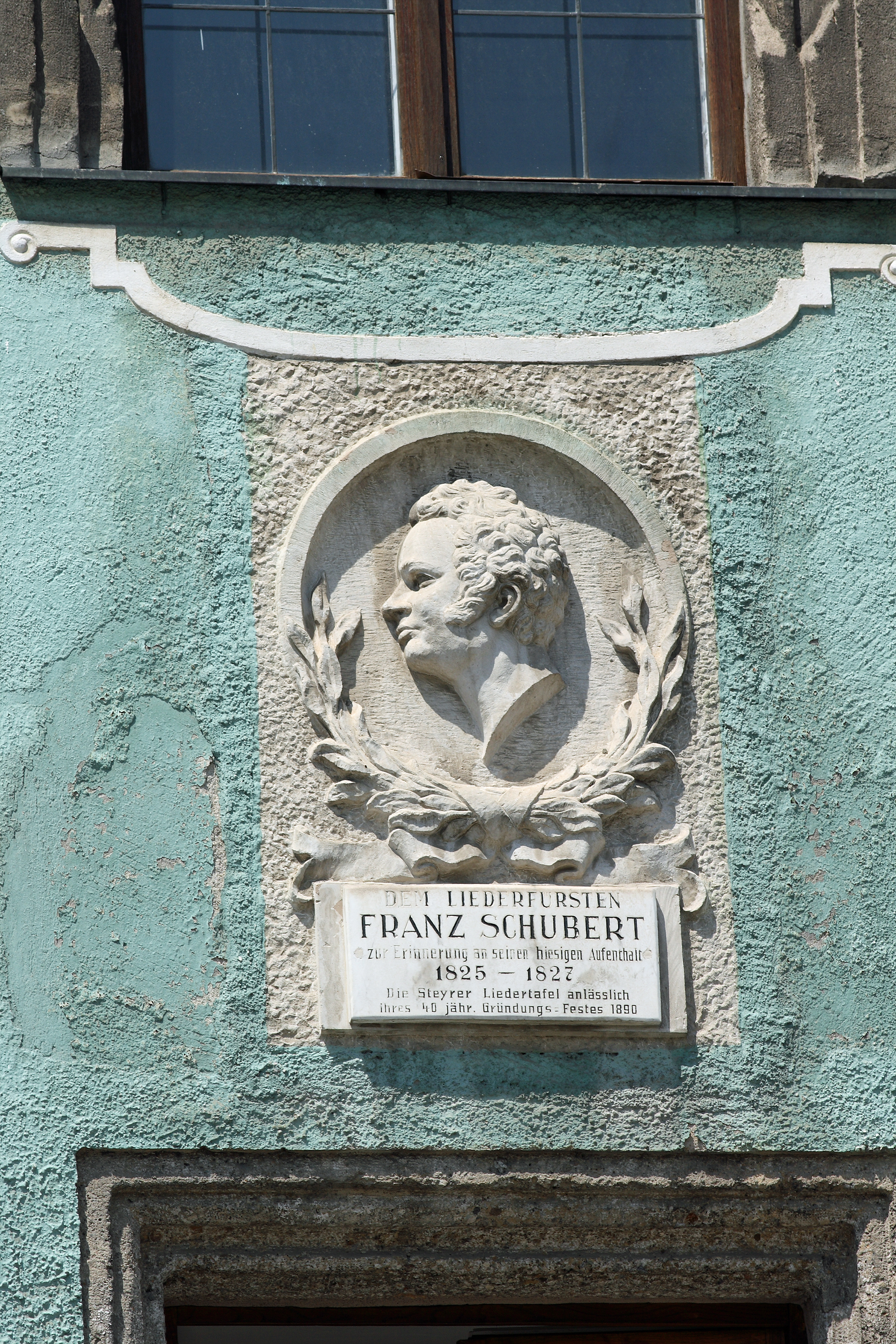
Gedenkplakette am Schuberthaus

## Bauten

### Häuser

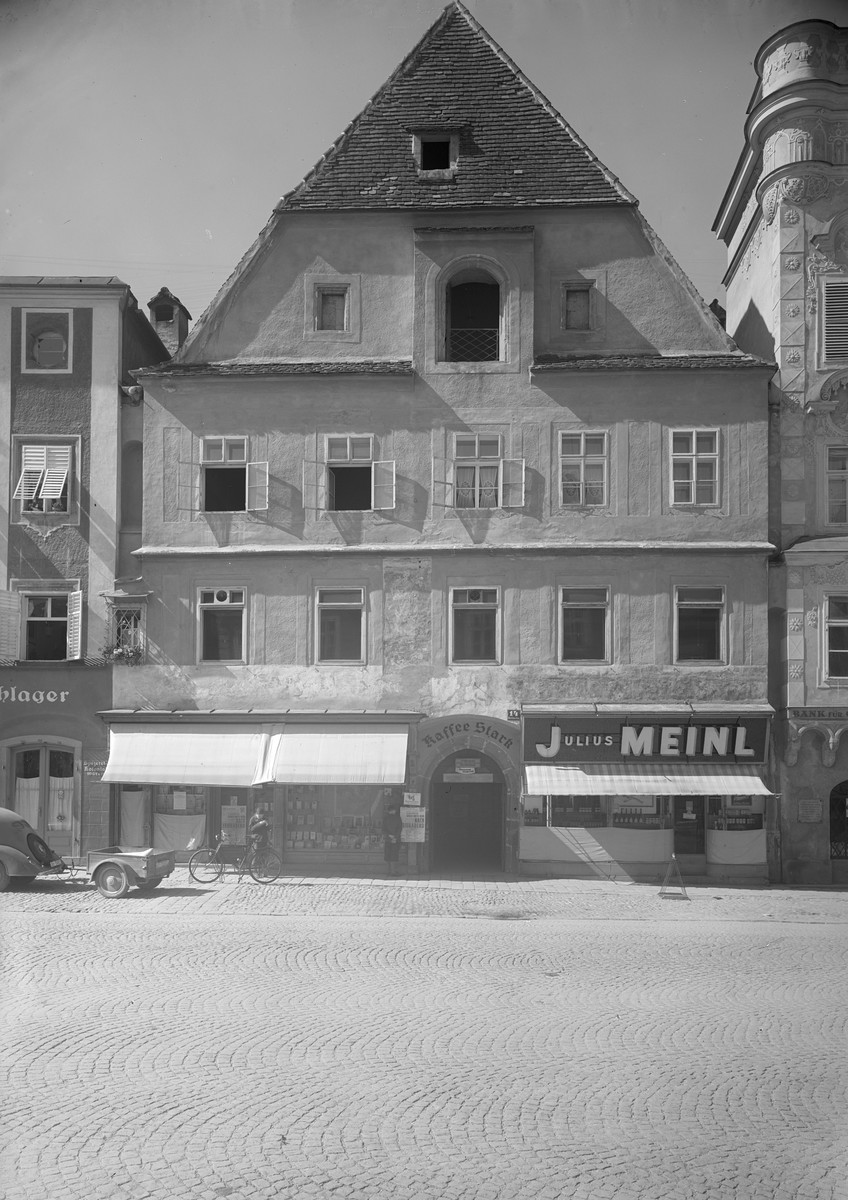
Haus Nr. 14 Café (Kaffee) Stark, 1941–1942

Das älteste Haus am Platz und zugleich das Steyrer Wahrzeichen ist das Bummerlhaus (Nr. 32), mit einem weitgehend erhaltenen gotischen Erscheinungsbild aus den 1490er Jahren. Die Marienkirche am südlichen Ende ist im heutigen Erscheinungsbild eine Barockkirche aus der Zeit der Gegenreformation. Teile eines spätgotischen Vorgängerbaues (Gewölbe der Kongregationskapelle) sind integriert. Das Rokoko-Rathaus wurde von 1765 bis 1778 erbaut, die Pläne stammen von Johann Gotthard Hayberger. Das Sternhaus (Nr. 12) zeigt eine prächtige Rokokofassade mit den Darstellungen der fünf Sinne. Der Kern des Hauses ist allerdings gotisch, was auch an den erhalten gebliebenen Kragsteinen und dem gotischen Portal erkennbar ist. Die linke Seite der Fassade wurde im Zweiten Weltkrieg zerstört und später originalgetreu wiederhergestellt. Das benachbarte spätgotische Haus Nr. 14 (Café Stark) fiel einem Bombardement am 24. Februar 1944 zum Opfer. Die Fassade des Meditzhauses (Nr. 9) ist barock, aber dahinter verbirgt sich ein Arkadenhof aus der Renaissance. Das neueste Gebäude ist die Sparkasse (Nr. 20/22) im neugotischen Stil aus dem Jahr 1900. Dafür wurden zwei ältere Häuser demoliert, darunter das Reichlhaus.

### Brunnen
Der Leopoldibrunnen wurde 1683 aufgestellt. Die Granitteile stammen aus dem ehemaligen Kloster Windhaag im Mühlviertel. Auf einer Aufnahme von um 1875 ist noch der im Sommer 1880 abgebrochene Dominikanerbrunnen zu sehen. Er befand sich am südlichen Ende des Platzes vor der Marienkirche. Die Brunnenfigur ist heute in der Pfarrgasse vor der Stadtpfarrkirche aufgestellt.

### Renovierung und Neugestaltung
Der Stadtplatz wurde von der Stadt Steyr mit Blick auf die OÖ Landesausstellung 2021 ab 2018 renoviert und umgestaltet. Die neu geschaffene Flaniermeile am Stadtplatz verbreiterte 2019 den Fußgängerbereich und schaffte neue konsumfreie Zonen und mehr Platz für Schanigärten in der Innenstadt. 2020 wurden ebenfalls die Renovierungsarbeiten am Grünmarkt und Neutor beendet, sowie sieben mobile Bäume in Pflanzkübeln angeschafft um die Innenstadt zu begrünen.

### Bilder der Bauten

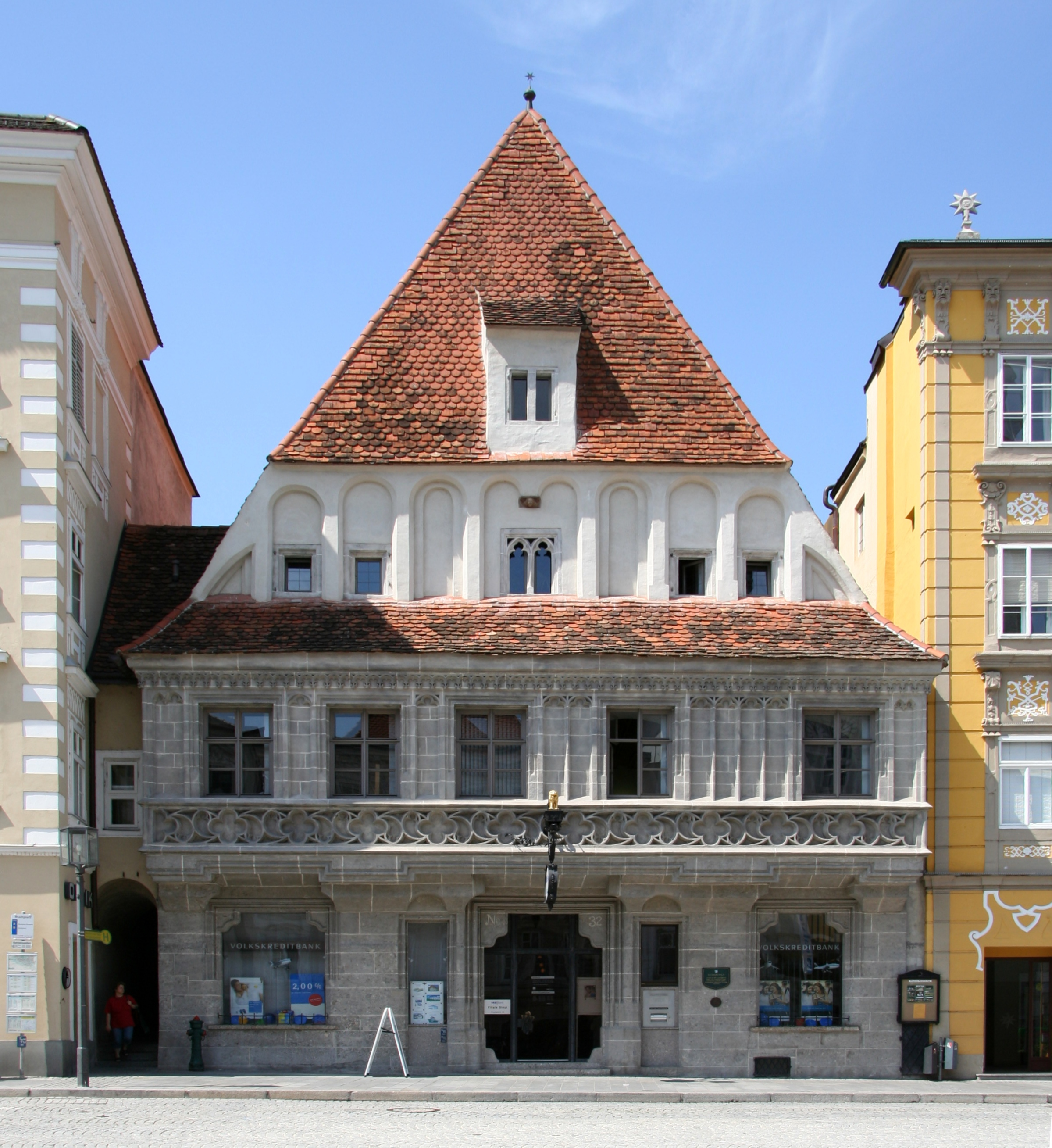
Bummerlhaus
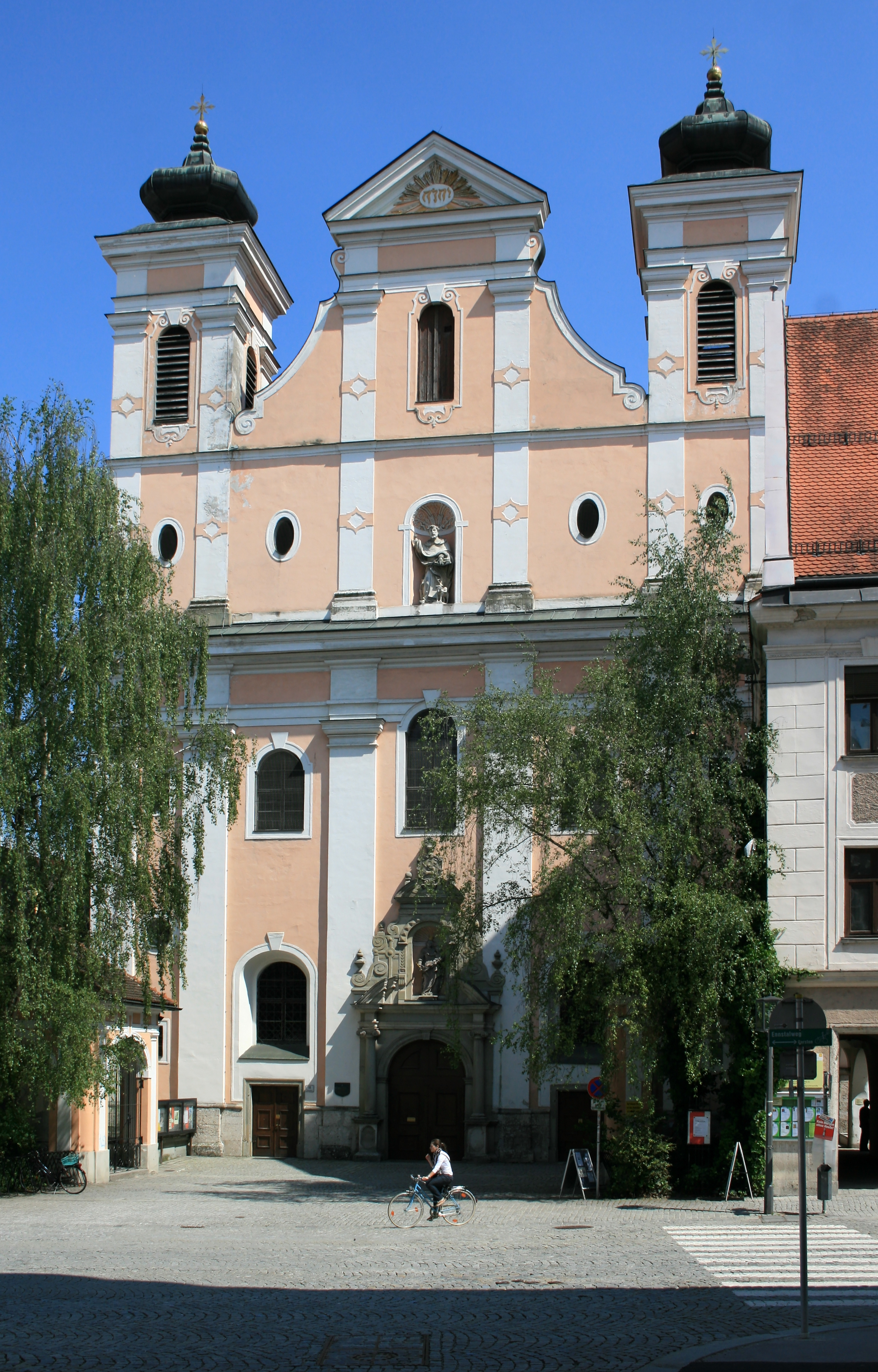
Marienkirche
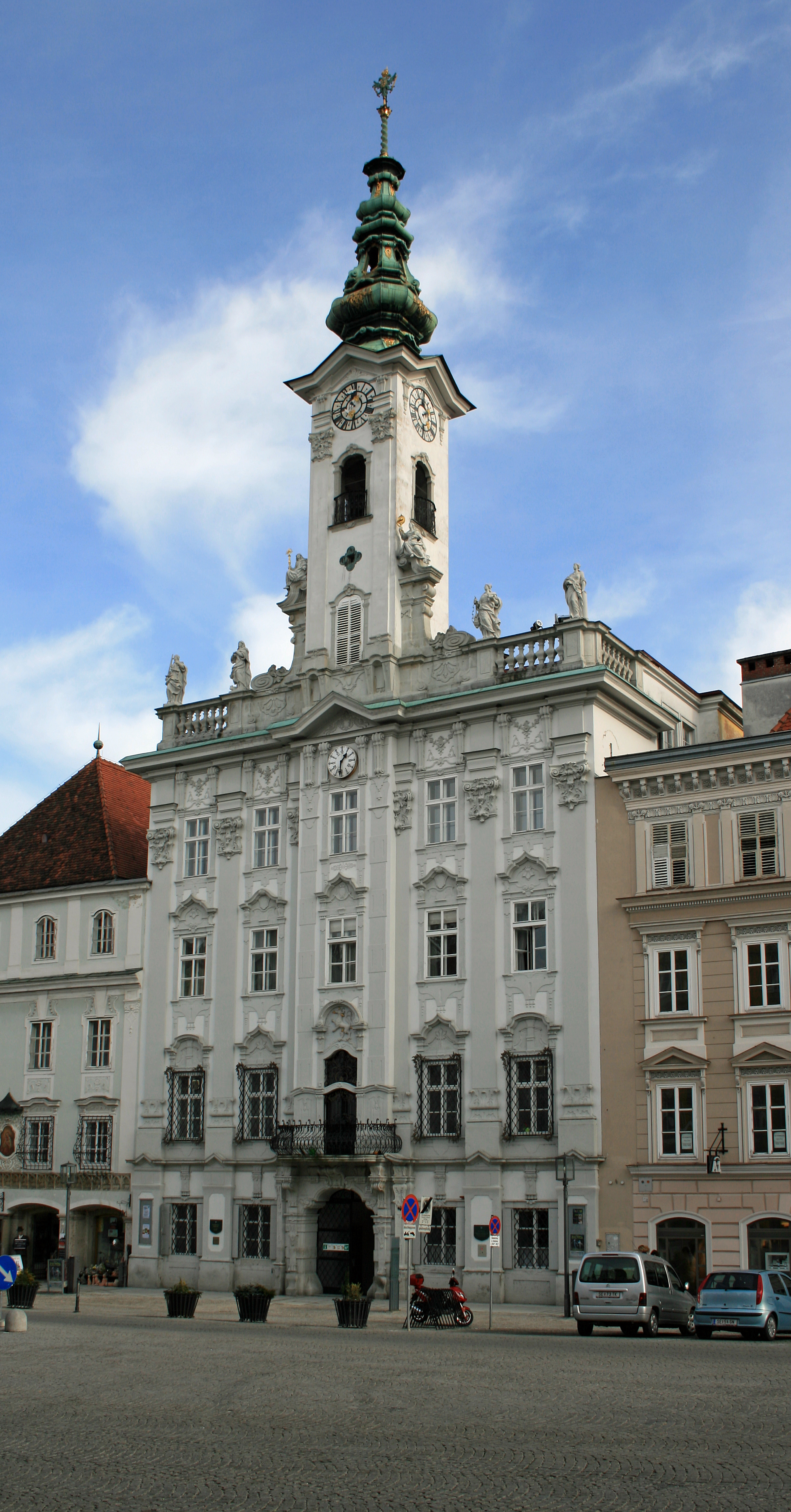
Rathaus
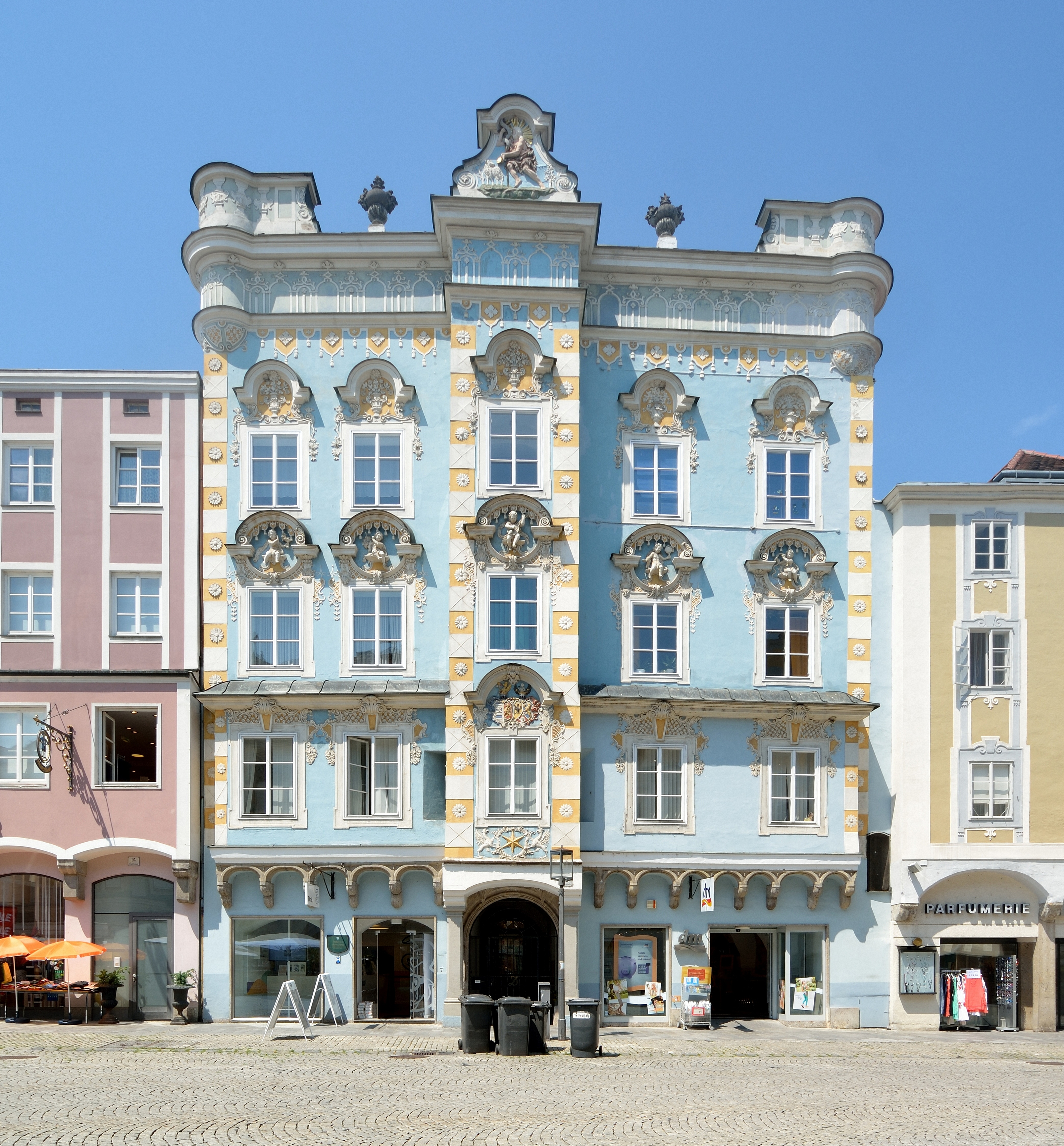
Sternhaus
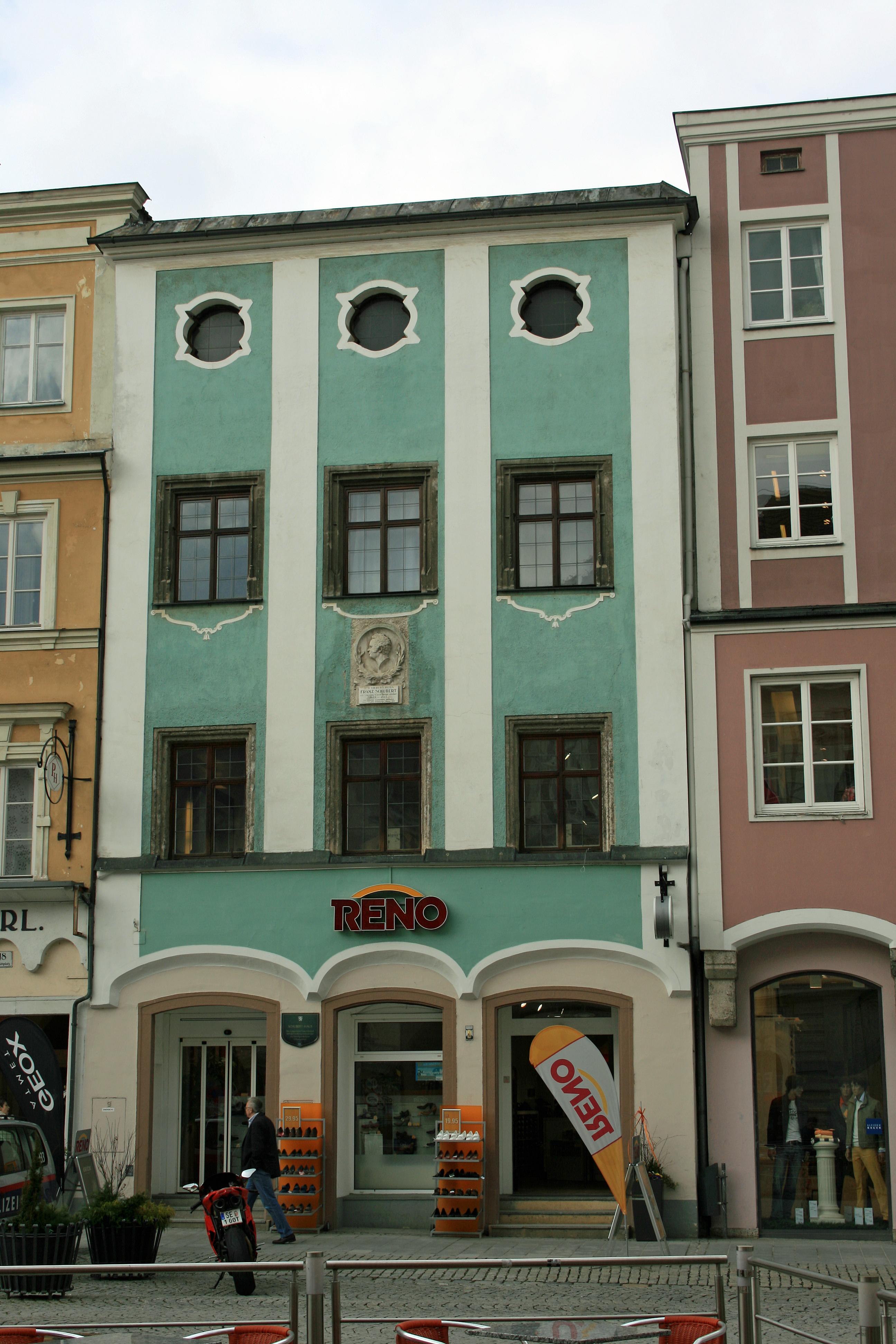
Schuberthaus
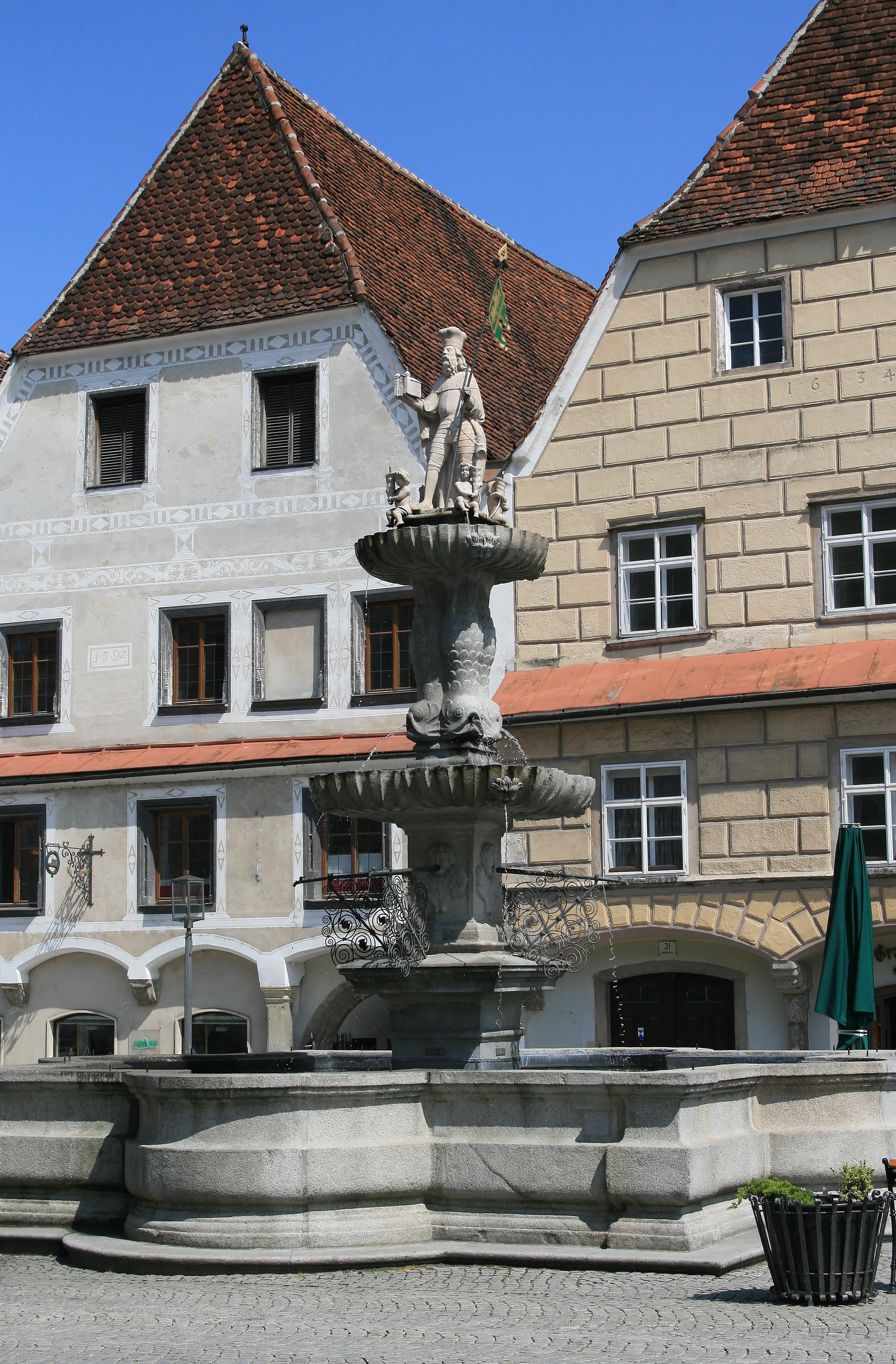
Leopoldibrunnen
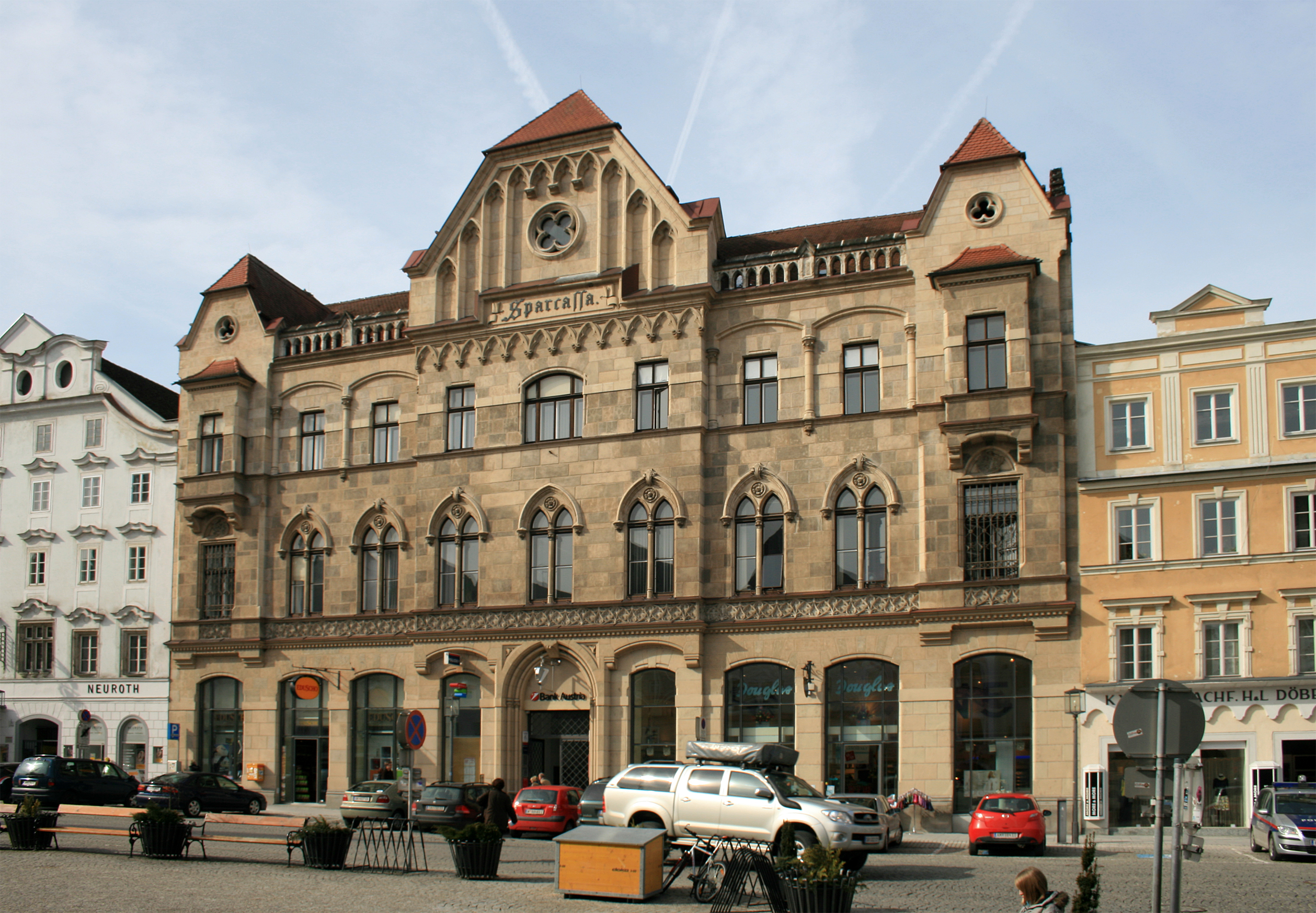
Neugotisches Sparkassengebäude
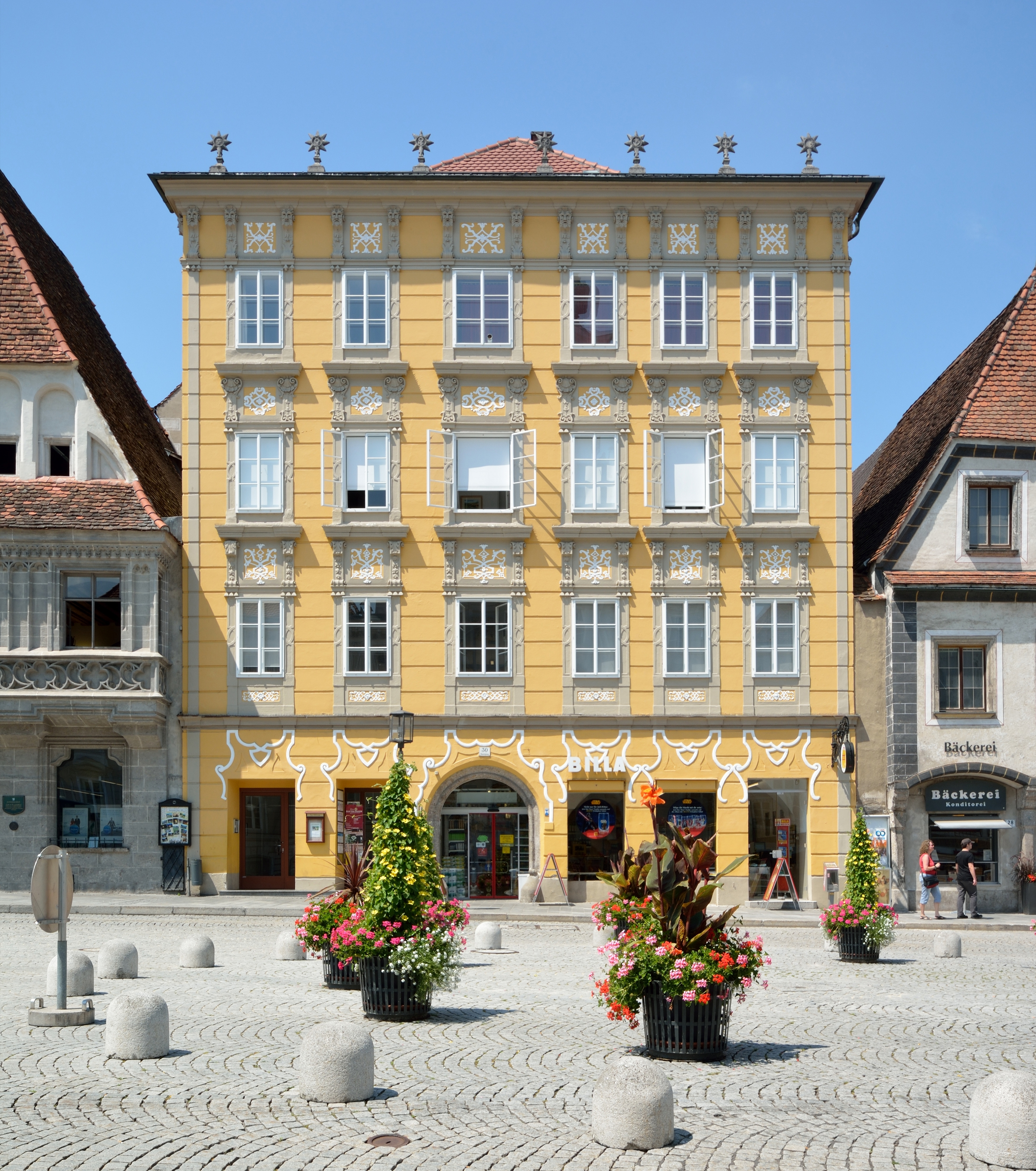
Sieben Sterne Haus

## Regelmäßige Einrichtungen und Veranstaltungen
- Das Stadtfest im Juni ist eine mehrtägige Veranstaltung mit Livemusik. Es fand erstmals 1980 zur 1000-Jahr-Feier statt.[6]
- Im Juli findet alljährlich eine „Beachvolleyballshow“ statt, bei nicht nur Profis, sondern auch Teams verschiedener Firmen gegeneinander antreten.[7]
- Die Teilnehmer der Oldtimer-Rallye Ennstal-Classic  fahren alljährlich auf.[8]
- Am Platz finden regelmäßig Märkte statt, etwa der Adventmarkt Altstadt Steyr mit kunstgewerblichem Angebot, der nach dem 24. Dezember bis Jahresende als Silvestermarkt fortgeführt wird,[9] ein Blumenmarkt an einem Tag im April oder ein „Schmankerlmarkt“ jeden Freitag während der warmen Jahreszeit.
- Von der Adventszeit bis Silvester fahren Steyr-Oldtimerbusse der Modelle 380q und 480a von der Marienkirche zum Pfarrhof im Stadtteil Christkindl, die Fahrzeit beträgt 15 Minuten. Vom Pfarrhof sind es einige Schritte zum gleichnamigen Sonderpostamt. Die Post im Briefkasten bei der Haltestelle Marienkirche wird über Christkindl versandt und erhält einen Sonderstempel. An einzelnen Tagen werden auch der Martinimarkt in der  Katastralgemeinde Gleink und der Adventmarkt in der Nachbargemeinde Garsten angefahren.[10] Die ersten Busse zwischen Stadtplatz und Christkindl fuhren im Dezember 1993.[11]

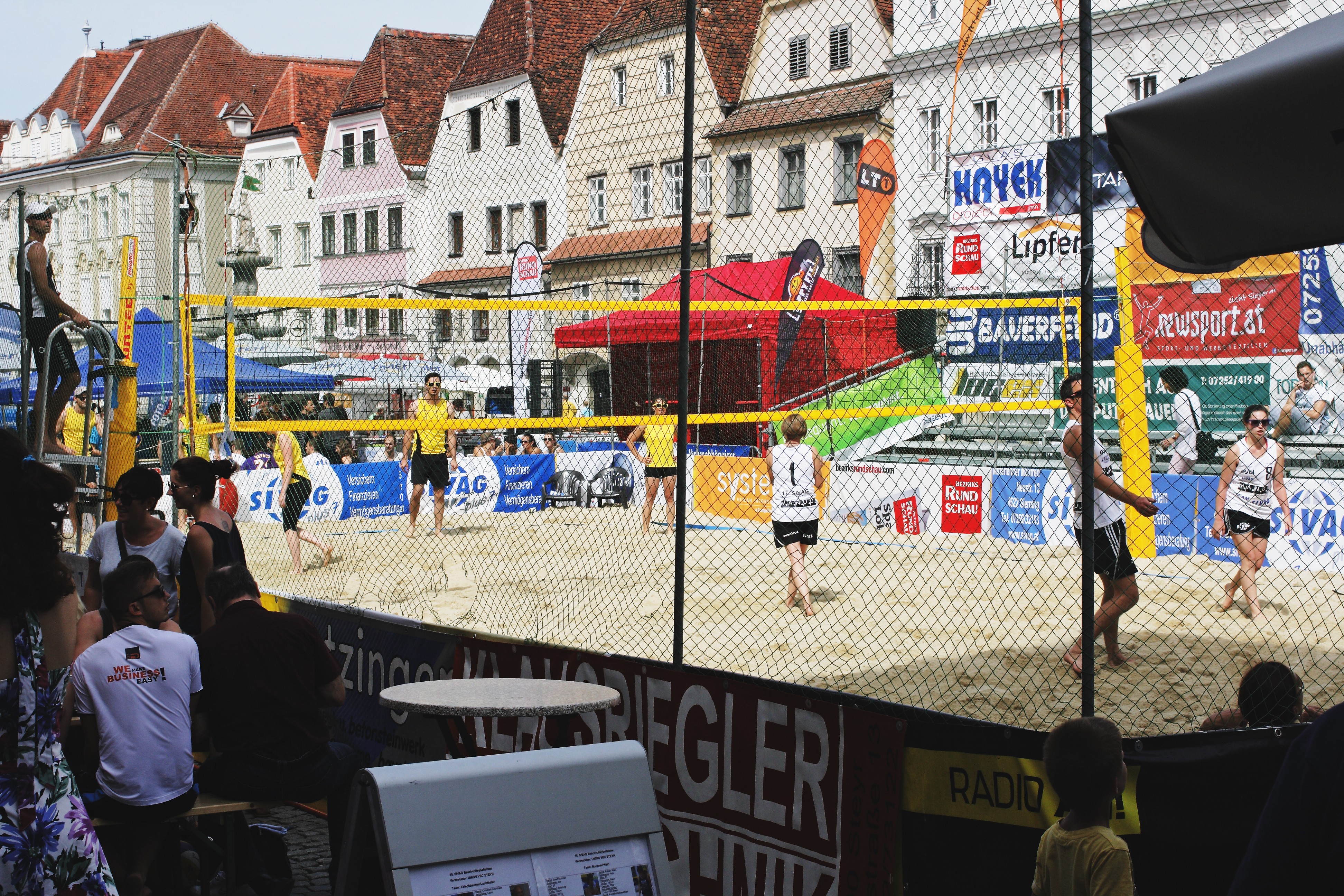
„Beachvolleyballshow“ im Juli
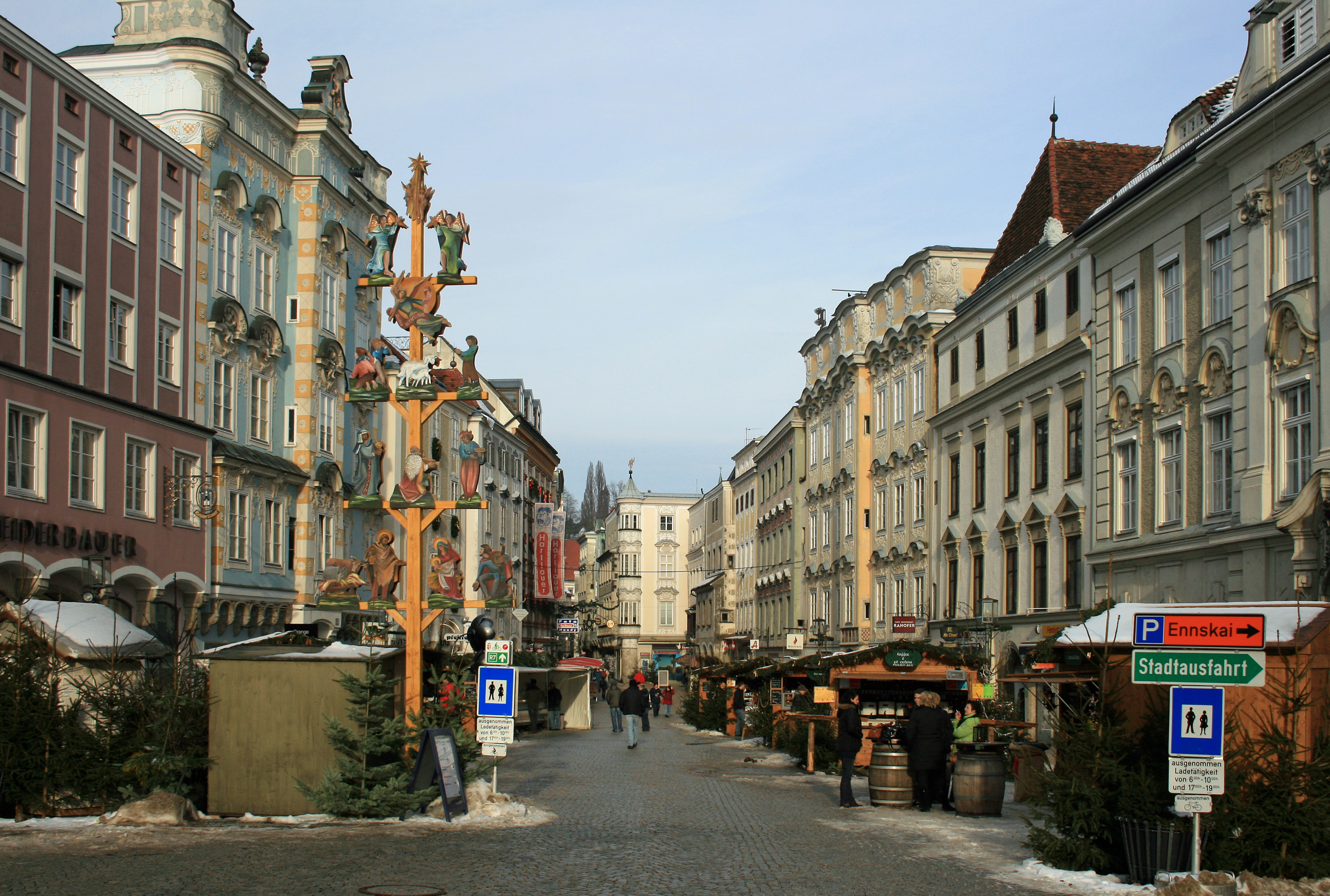
Weihnachtsmarkt
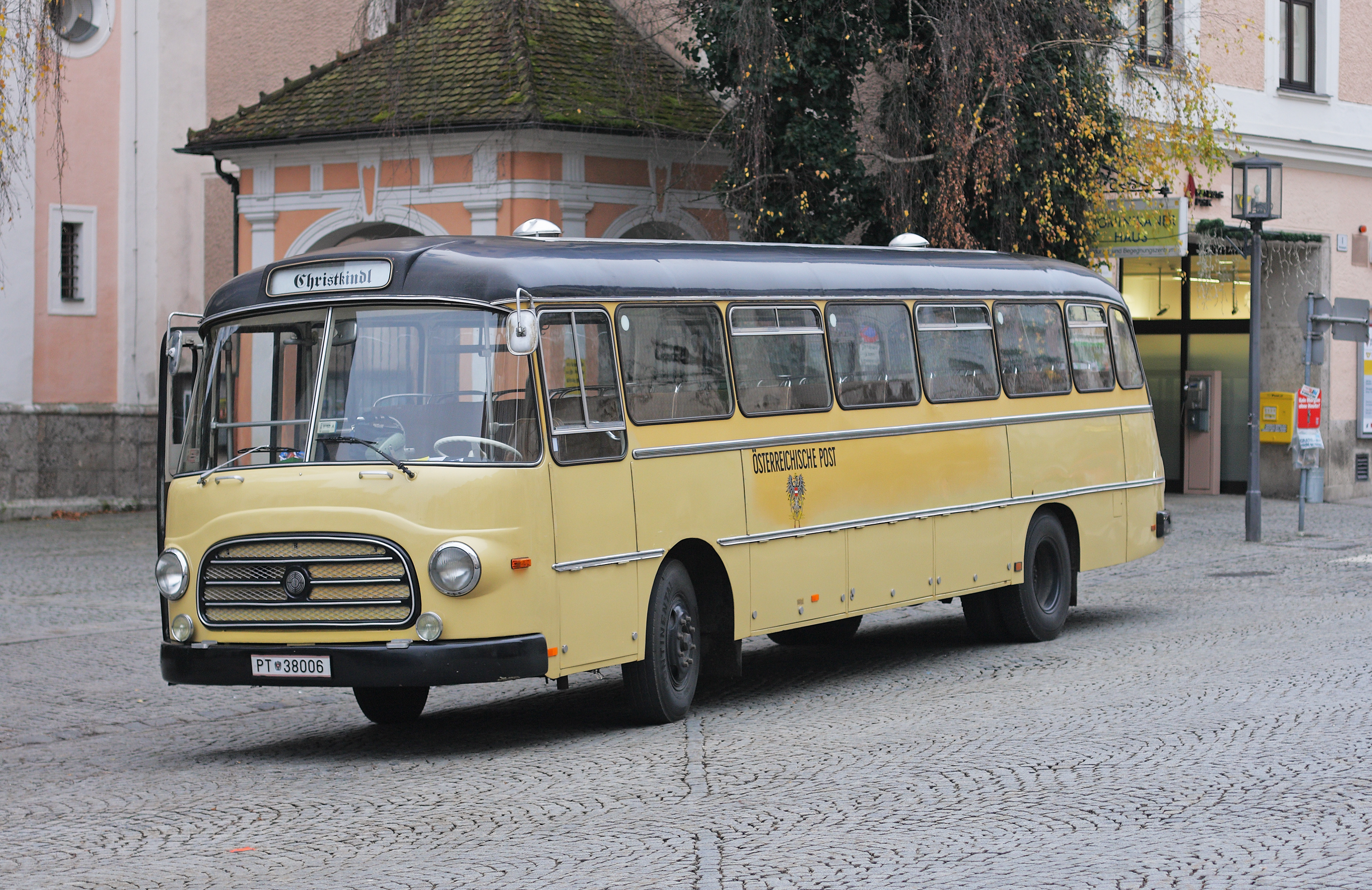
Oldtimer-Postbus vor der Marienkirche

## Kontroversen

### Hingerlgate
Im November 2018 erreichte die neu gestaltete Flaniermeile österreichweite Bekanntheit als Anrainer entdeckten, dass die neu verlegten Pflastersteine den Namen eines Magistratsbeamten der Stadt Steyr bildeten. Der zuständige Baustellenleiter des Magistrat Steyr Franz-Michael Hingerl stritt die Aktion zuerst ab und verwies darauf, dass die im Straßenpflaster verlegten Buchstaben die umliegenden Geschäfte repräsentieren sollten: „H“ohlrieder (Café), „I“mperial (Pizzeria), „N“anu (Schuhgeschäft), „G“röger (Juwelier), „E“-Banking (Bank), „R“athaus, „L“eopold (Café). Die Buchstaben wurden noch während der Bauphase entdeckt, die ebenfalls in Auftrag gegebene Jahreszahl „2018“ wurde von den Bauarbeitern nicht mehr verlegt. Die Stadt Steyr ließ, als Reaktion die Pflastersteine entfernen und verlangte Schadensersatz in Höhe der Materialkosten vom zuständigen Beamten.

### Wächter der Zeit
Als umstritten gilt die Entscheidung der Stadtverwaltung für den Sommer 2020 drei Statuen des oberösterreichischen Künstlers Manfred Kielnhofer anzuschaffen. Die drei goldenen „Wächter der Zeit“ wurden von der Stadtregierung gekauft und am 16. Juli 2020 im Kreisverkehr am Stadtplatz aufgestellt. Dieser Ankauf führte zum Austritt der Galeristin Frieda Pohlhammer aus dem Steyrer Stadtkulturbeirat, dessen Obfrau Beate Seckauer für ihr Gremium mehr Mitsprache im Ankauf von Kunst verlangte. Die drei Polyesterfiguren wurden erst bunt bemalt, Ende September 2020 wieder abtransportiert und an wechselnden Orten im Stadtgebiet wieder aufgestellt. Sie wurden Jänner 2022 auf Anordnung des Bürgermeisters aus dem öffentlichen Raum entfernt, nachdem Kielnhofer vorgeworfen wurde, in einem sozialen Netzwerk Bilder mit antisemitischen Motiven veröffentlicht zu haben.